# Jacques Berger

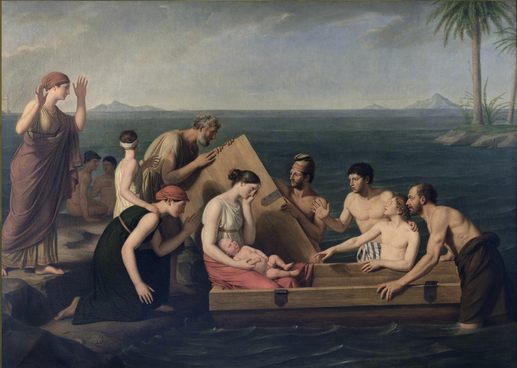
Jacques Berger, Danae e Perseo bambino salvati dai Corsali sull’isola di Serifo, 1806, olio su tela, cm 234 x 267, Pinacoteca di Brera

Jacques Berger, per alcuni Giacomo Berger (Chambéry, 1754 – Napoli, 1822), è stato un pittore francese-italiano,  attivo in Italia.

## Biografia
Jacques Berger nacque a Chambéry. Dal 1779 al 1782 è allievo di Laurent Pécheux presso l'Accademia Albertina di Torino. Nel 1784 si reca a Roma per studiare con il pittore Domenico Corvi, dove, al tempo stesso, frequenta l'Accademia di Francia, diretta, in quel periodo da Louis-Jean-François Lagrenée.
Durante l'occupazione francese del Regno di Savoia, tornò a Torino e prese parte ad una commissione che si occupò di selezionare le opere d'arte del Palazzo Reale di Torino da inviare in Francia. Nel 1800 l'incarico di professore di pittura storica all'Accademia di Belle Arti di Napoli, sotto la guida di Jean Baptiste Wicar. Dal 1806 al 1809 ne divenne anche suo direttore. Nel 1806 vinse il Grande Concorso indetto per quell'anno dall'Accademia di Belle Arti di Brera con una tela raffigurante Danae e Perseo bambino salvati dai Corsali all'isola di Serifo.
Lavorò per la corte di Gioacchino Murat, ottenendo importanti commissioni per la Reggia di Caserta e per il Palazzo della Prefettura di Napoli.
Tra le sue commissioni più importanti, venne incaricato di realizzare due grandi ritratti di Carlo Felice di Sardegna e di sua moglie Maria Cristina di Borbone-Due Sicilie, oggi conservati presso il Castello di Agliè.

## Opere
- Procri morente
- La casta Susanna
- La moglie di Putifarre
- Orfeo che piange Euridice
- La morte di Epaminonda[5]
- Danae e Perseo bambino salvati dai Corsali all'isola di Serifo, 1806, olio su tela, Pinacoteca di Brera
- Trionfo di Astrea, 1815, olio su tela,  450 x 700 cm, Reggia di Caserta
- La regina Sancia rinuncia al chiostro per la corona di Napoli, Palazzo della Prefettura
- Ritratto di Carlo Felice di Sardegna, 1816, olio su tela,  220 x 142 cm, Castello di Agliè
- Ritratto di Maria Cristina di Borbone-Napoli, 1816, olio su tela,  220 x 142 cm, Castello di Agliè

## Galleria d'immagini

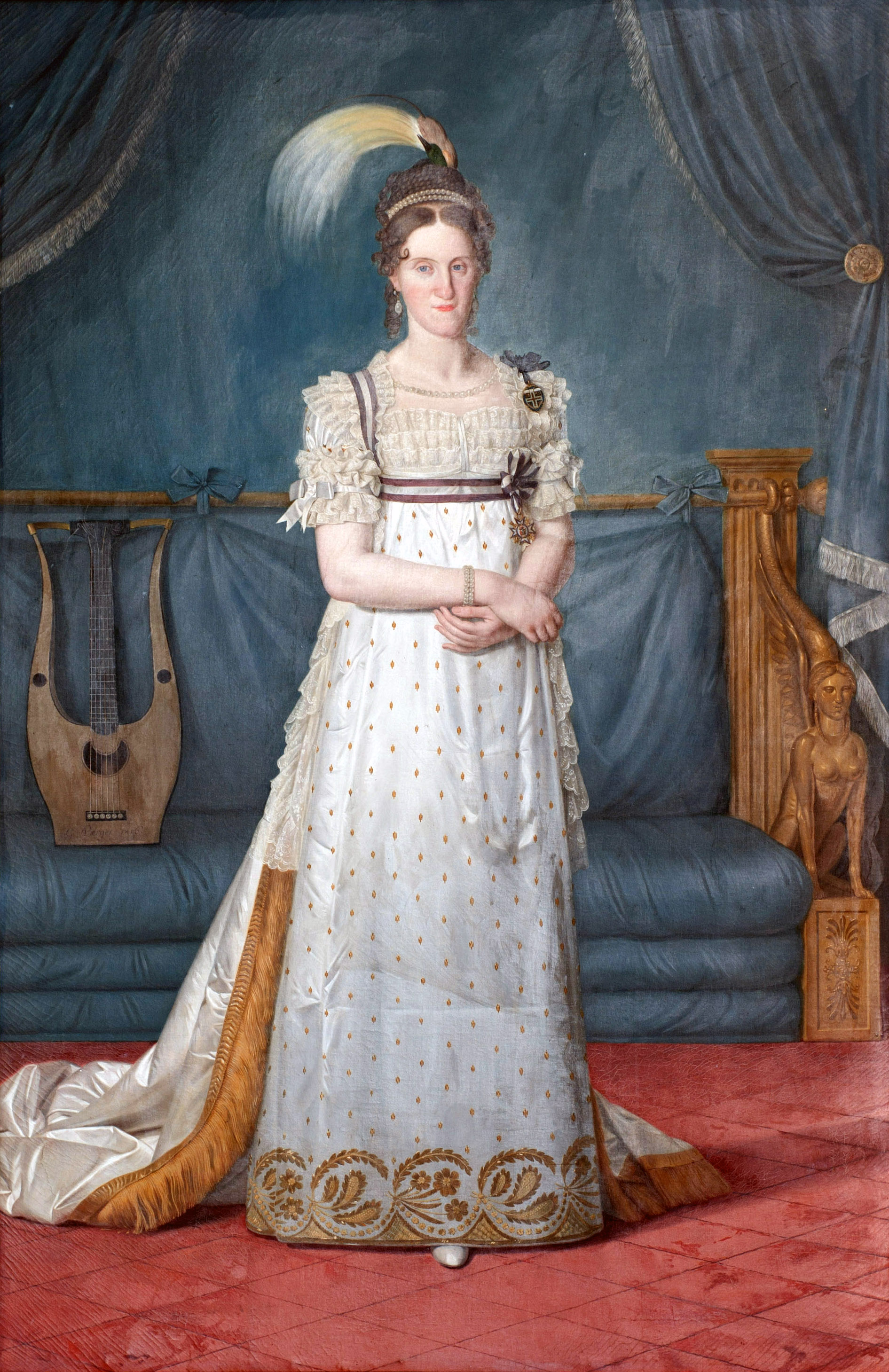
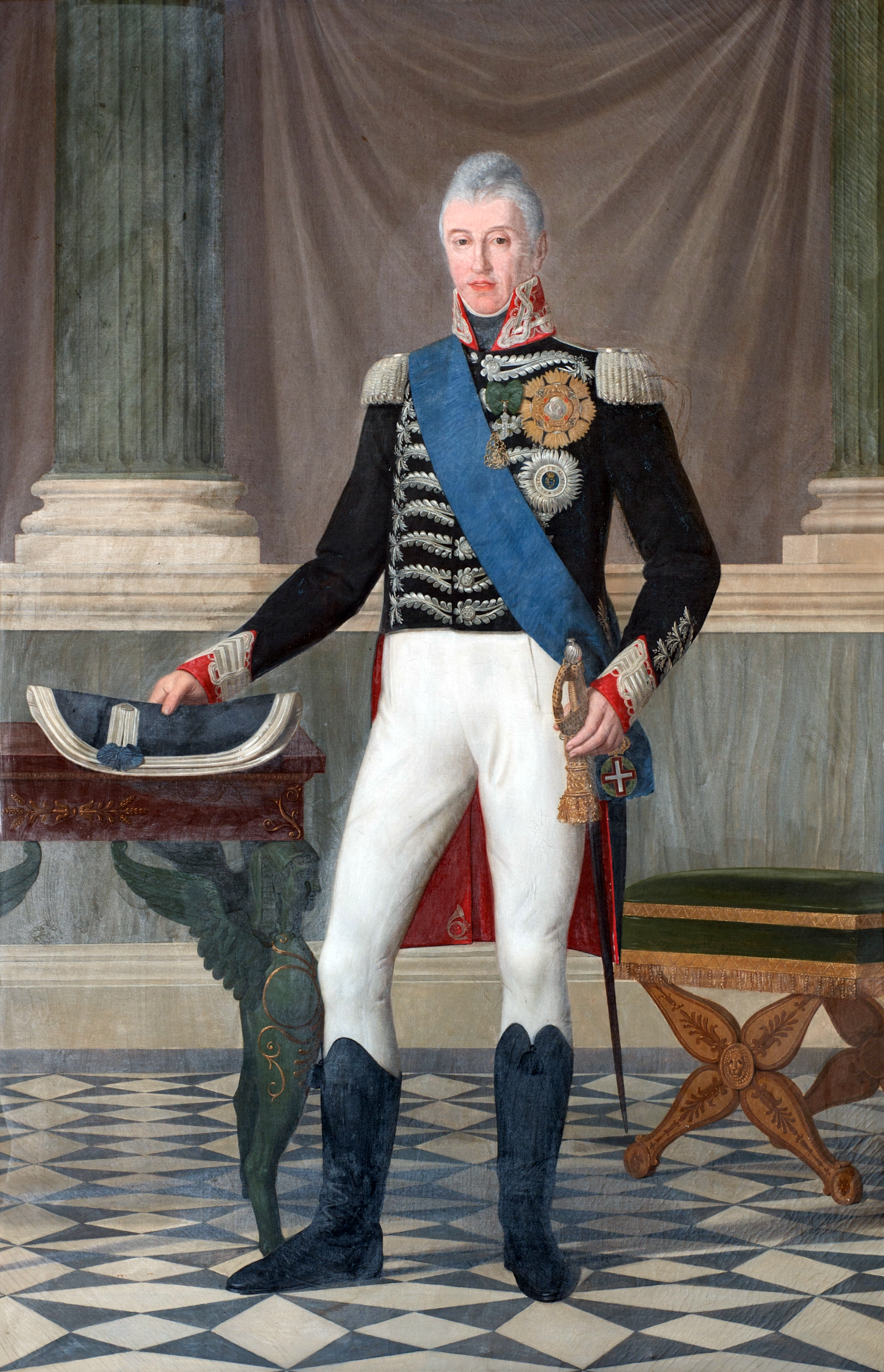
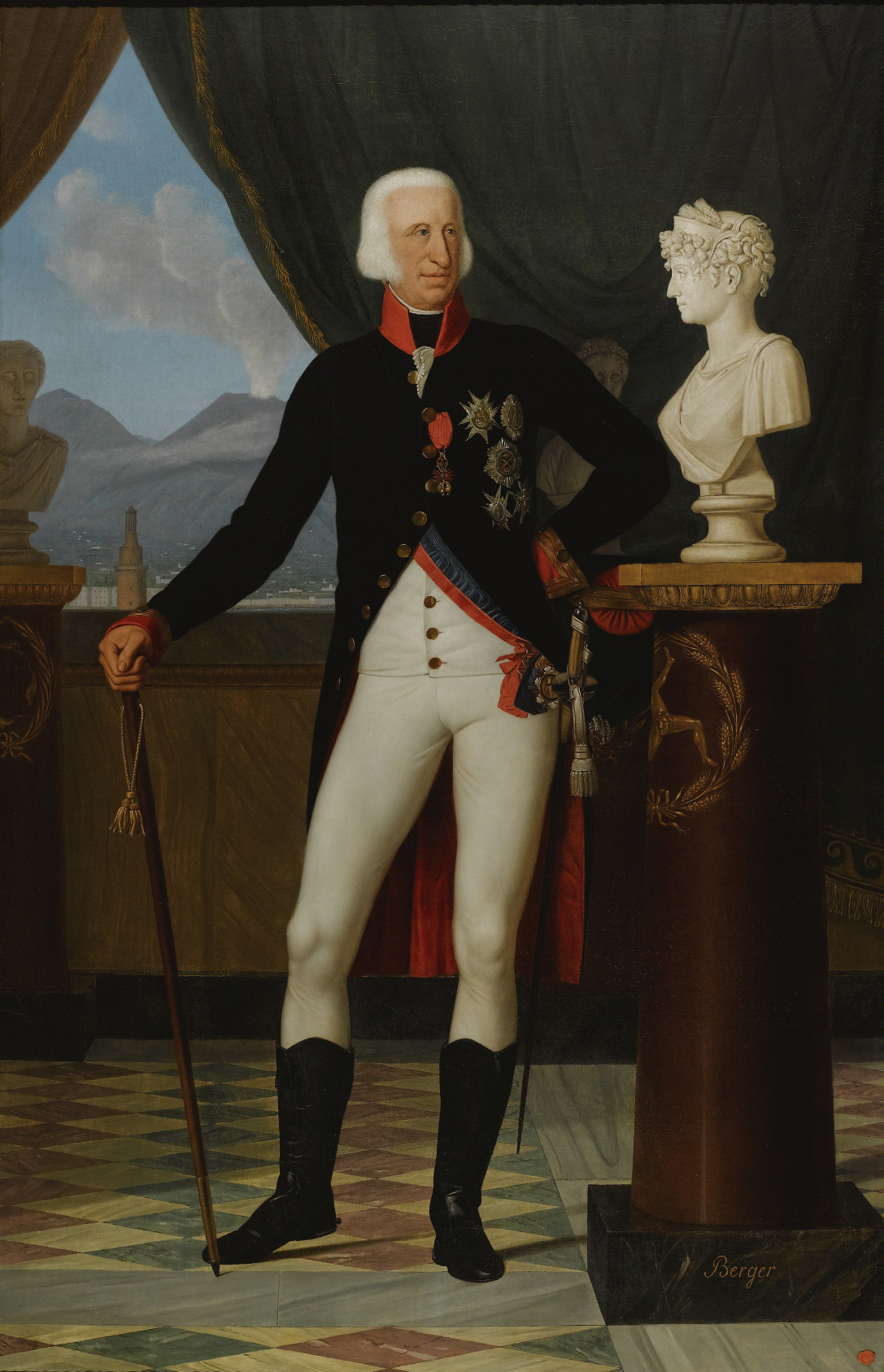
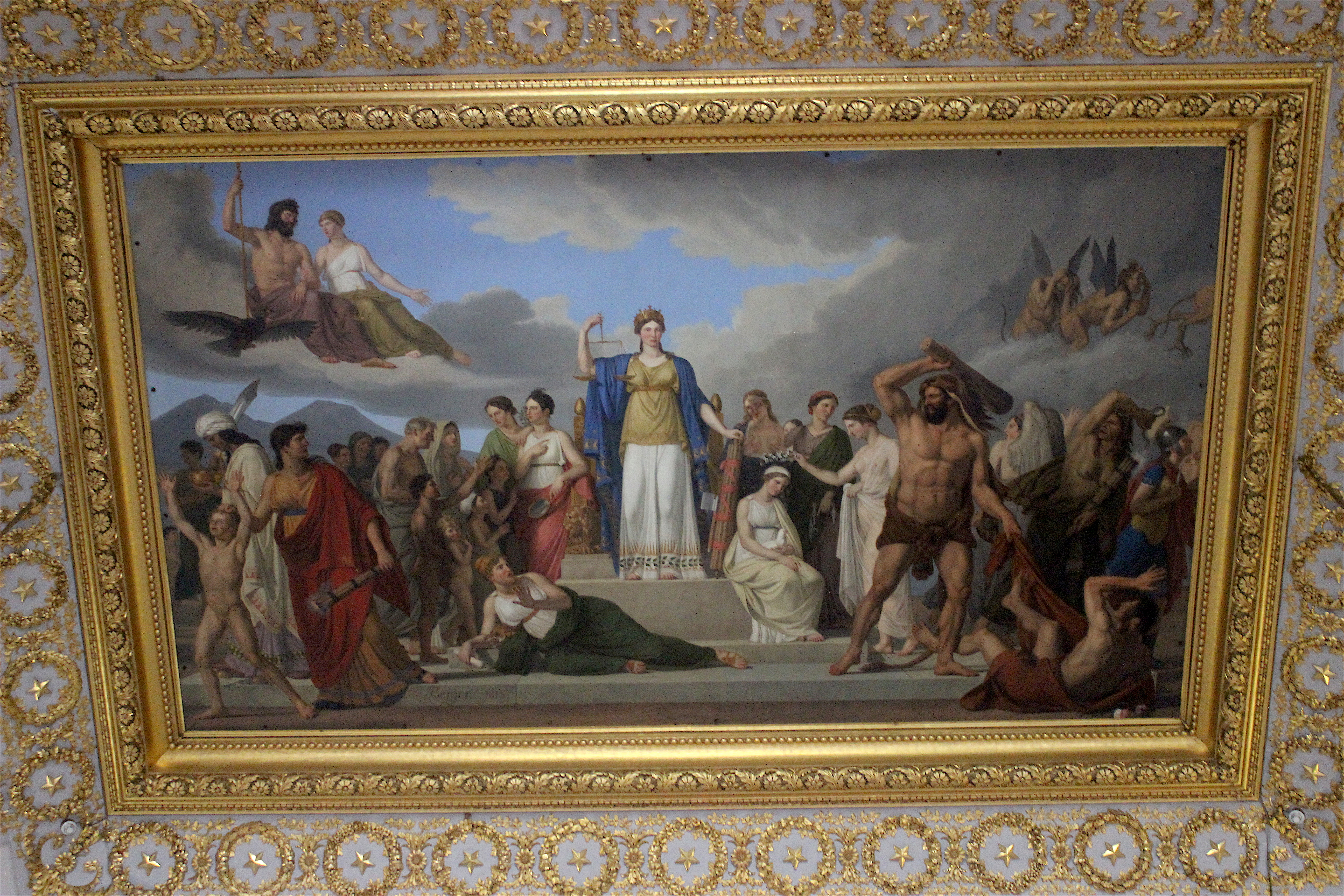